# Heimia
Heimia – rodzaj roślin należący do rodziny krwawnicowatych. Obejmuje 4 gatunki występujące na rozległych obszarach obu kontynentów amerykańskich od Teksasu na północy po Argentynę na południu. Rośliny te rosną nad strumieniami, na skrajach lasów, stanowią istotny składnik argentyńskiej pampy. Nazwa naukowa rodzaju upamiętnia berlińskiego lekarza Ernsta Ludwiga Heima (1747-1834). Rośliny z tego rodzaju używane są do leczenia chorób wenerycznych, a sfermentowane i skruszone liście służą do zaparzania napoju o lekkich właściwościach halucynogennych. Alkaloidy zawarte w H. salicifolia mają też potwierdzone działanie m.in. przeciwzapalne i moczopędne, przy czym nie zidentyfikowano odpowiedzialnego za działanie psychoaktywne.

## Morfologia
PokrójByliny do 2 m wysokości, z czworokanciastą łodygą u nasady drewniejącą.
LiściePojedyncze, lancetowate, skrętoległe i naprzeciwlegle.
KwiatyWyrastają pojedynczo lub zebrane po kilka w kątach liści. Działki kielicha w liczbie 4, zrosłe są w krótką rurkę i zwieńczone haczykowatymi ząbkami. Płatki zwykle żółte, rzadziej fioletowe lub niebieskie, w liczbie 5–7, zaokrąglone. Pręcików jest od 10 do 18. Słupek pojedynczy, wydłużony, zakończony główkowatym znamieniem.
OwoceTorebki z czterema komorami.

## Systematyka
Pozycja systematyczna według Angiosperm Phylogeny Website (aktualizowany system APG IV z 2016)
Rodzaj z rodziny krwawnicowatych (Lythraceae) z rzędu mirtowców, należących do kladu różowych w obrębie okrytonasiennych.
Wykaz gatunków
- Heimia longipes (A. Gray) Cory
- Heimia montana (Griseb.) Lillo
- Heimia myrtifolia Cham. & Schltdl.
- Heimia salicifolia (Kunth) Link